# كارل زيباخ
كارل زيباخ (بالألمانية: Karl Seebach)‏ (و. 1912 – 2007 م) هو رياضياتي، وأستاذ جامعي من الإمبراطورية الألمانية، وجمهورية فايمار، وألمانيا النازية، وألمانيا، ولد في ميونخ، توفي في ميونخ، عن عمر يناهز 95 عاماً.

## التعليم
تعلم في جامعة لودفيغ ماكسيميليان في ميونخ
.

## جوائز
حصل على جوائز منها:

وسام الصليب من رتبة استحقاق من جمهورية ألمانيا الاتحادية